# Molgula incidata
Molgula incidata är en sjöpungsart som beskrevs av Kott 1985. Molgula incidata ingår i släktet Molgula och familjen kulsjöpungar. Inga underarter finns listade i Catalogue of Life.